# Gladius MMA
Gladius MMA är en kampsportsklubb i centrala Göteborg som tränar och tävlar i följande:
- MMA/Shootfighting
- Submission wrestling

Huvudinstruktör är August Wallén och ordförande är Jesper Gunnarson.
Klubben är tävlingsinriktad och arrangerar regelbundet tävlingar framförallt i Shootfighting och Submission wrestling samt proffs-MMA-galan The Zone FC samt Cage Challenge.
Klubben är ansluten till Svenska Budo- och Kampsportsförbundet och flera av dess underförbund:
- Svenska MMA-Förbundet
- Svenska Submission Wrestlingförbundet.

August Wallén är vice ordförande för Svenska Budo & Kampsportsförbundet. Jesper Gunnarson är sekreterare i Svenska MMA-Förbundet.
Klubben är även ansluten till MMA-organisationen Shooters MMA där klubben har status "Pro Gym".

## Historia
Gladius chefsinstruktör August Wallén var den som startade klubben 1992 och på den tiden var det främst stående fighting som gällde i klubben.
1995 åkte Wallén och Marko Gyllenland (då Ervasti) till USA för att träna Shootfighting under Bart Vale och 1996 startade klubben nybörjarkurser i Shootfighting/MMA. Några av eleverna från den tiden var Joakim Engberg, Jesper Hallberg och Anders Eriksson.
2000 öppnades Fighter Centre och klubbens nuvarande ordförande Jesper Gunnarson började träna. Han hade lång erfarenhet av karate där han både instruerat och arbetat med föreningsliv. Gunnarson blev snabbt involverad i klubben och har fungerat som ordförande sedan 2002.
2006 tog Martin Janson initiativet att starta Brasiliansk jiu-jitsu-verksamhet (BJJ) i klubben och det är något som utvecklats genom åren till den grad att Marcelo Yogui, 4:e dan, kunnat anställas som instruktör. 
Under 2009 tävlande Alexander Gustafsson i Ultimate Fighting Championship (UFC) och blev den första klubbmedlemmen att nå det absoluta finrummet i MMA-sammanhang. Besam Yousef skrev på kontrakt med UFC i slutet av 2011, och går sin UFC-debut 14 april på UFC Sweden - Globen.
Under 2009 blev klubben bästa klubb på både SM i Shootfighting och SM i Submission wrestling.
Under 2010 tog Mikael Knutsson guld i FILA VM i Submission Wrestling och Martin Hedenbergh tog silver.
På årsmötet 2014 bröts BJJ-verksamheten ut ur klubben och in i egen förening kallad Gladius BJJ.
Klubben har genom åren arrangerat otaliga tävlingar på olika nivåer. Fighter Extreme, European Vale Tudo och The Zone FC-tävlingarna är de mest namnkunniga, men även många shootfightingtävlingar samt nybörjartävlingarna Westside SWT.
Representanter från klubben är aktiva inom flera förbundsstyrelser och speciellt kan nämnas August Walléns arbete med organisationen Kampsportsfakta och uppstartandet av Svenska MMA förbundet samt arbetet med att få ett permanent tillstånd för MMA i Sverige då den så kallade kampsportslagen trädde i kraft 2007.

## Topputövare
Klubben har utövare på alla nivåer. Det finns flera proffs på hög nivå såsom August Wallén, Besam Yousef, Anton Mattsson, Elina Nilsson, Max Hederström, Christopher Wassberg med flera
På Brasiliansk jiu-jitsu och Submission wrestlingfronten återfinns Mikael Knutsson som tagit SM- och VM-medaljer.